# Исмаилов, Шейх Ибрагимович
Шейх (Шейих) Ибрагимович Исмаилов (4 марта 1941, с. Алхаджакент, Каякентский район, Дагестанская АССР, РСФСР, СССР — 1 декабря 2006, Махачкала, Дагестан, Россия) — советский и российский биолог, доктор биологических наук, ректор Дагестанского государственного педагогического университета (1987 — 2006).

## Биография
Шейх Исмаилов родился в 1941 году в селении Алхаджакент Каякентского района. По национальности — кумык. С 1975 по 1977 годы был направлен на преподавательскую работу в Замбию. С 1982 по 1985 годы преподавал в Афганистане. В разные годы работал старшим преподавателем, доцентом, заведующим кафедрой и деканом биолого-химического факультета, а с 1987 года ректором Дагестанского государственного педагогического университета. Является автором 15 монографий и учебно-методических пособий, так же на его счету более 100 публикаций по актуальным проблемам биологии, экологии, зоогеографии, педагогики и психологии межнационального общения, теории и практики формирования патриотизма и воспитания граждан в духе дружбы народов. Умер 1 декабря 2006 года.

## Награды и звания
- Доктор биологических наук
- Профессор
- Заслуженный деятель науки РФ
- Академик Международной академии педагогических наук
- Золотая медаль Чести американского библиографического института
- Серебряная медаль библиографического центра Кембриджского университета

## Личная жизнь
Жену зовут Зинаида Николаевна, с которой прожил 45 лет. Есть дочь — Мадина (род. 1967).